# Irish National Stud
Das Irish National Stud (irisch Graí Náisiúnta na hÉireann, dt: Irisches Nationalgestüt) ist ein Gestüt in der Stadt Kildare in Irland. Das Gestüt gehört dem irischen Staat.

## Geschichte
Im Jahre 1900 kaufte William Walker einen Gutshof und begann Vollblutpferde zu züchten. 1915 schenkte er das Gestüt der britischen Krone. Dafür wurde Walker geadelt und erhielt den Titel Lord Wavertree. Bis 1943 hieß das Gestüt British National Stud Company, es wurde dann der irischen Regierung übergeben. 1945 wurde die Irish National Stud Company gegründet, die das Gestüt heute noch betreibt.

## Das Gestüt

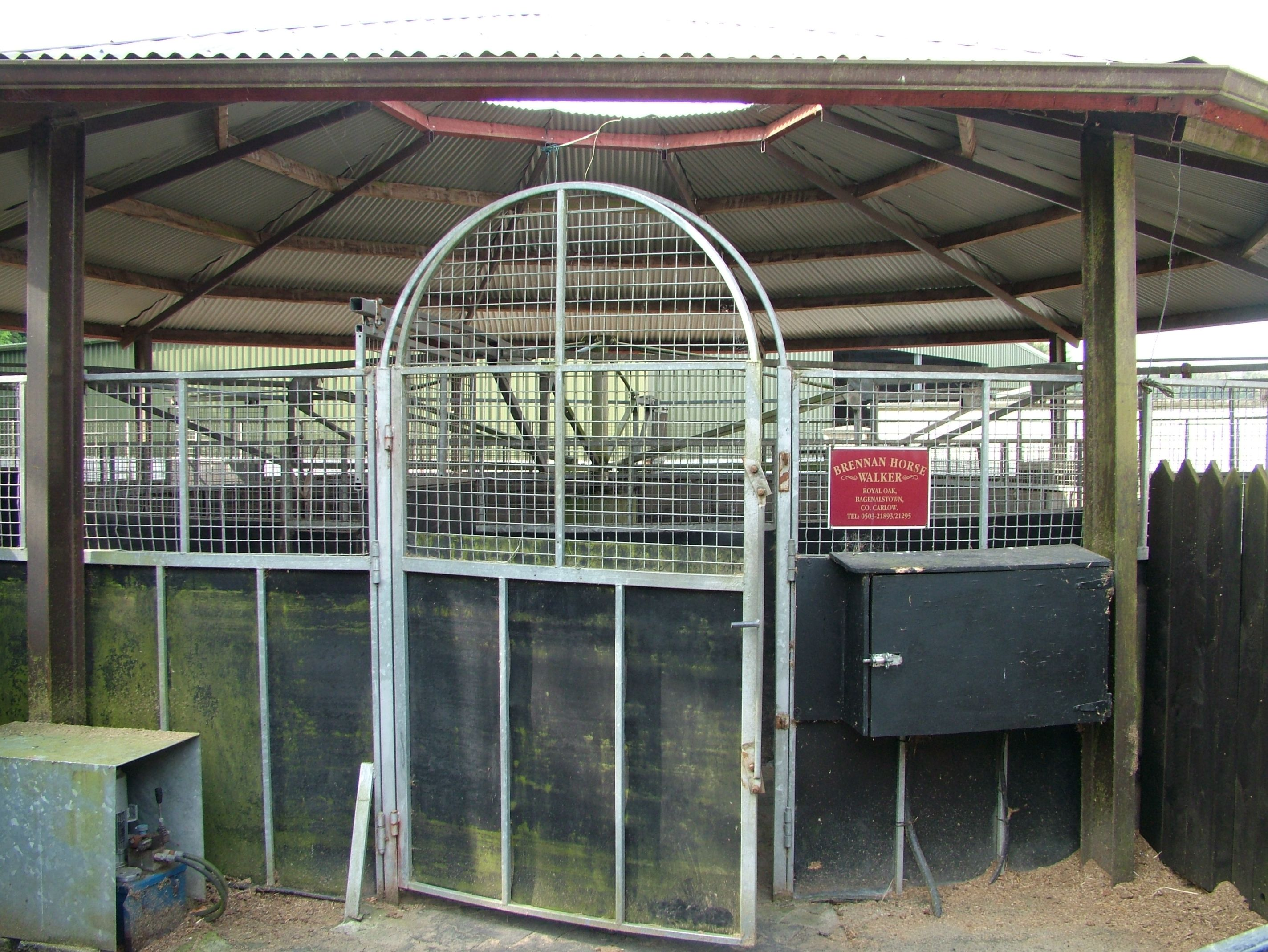
Irish National Stud, Führanlage

Das Gestüt kann besichtigt werden. 

### Das Museum
Das Museum wurde 1977 eröffnet. Es wird die Geschichte des Pferdes von der Antike bis heute gezeigt. Ein Schwerpunkt des Museums sind Pferderennen. Am Eingang steht das Skelett des Rennpferdes Arkle. Diesem Pferd wurde 1981 eine Briefmarke gewidmet.

### Sun-Chariot-Hof
Der Hof wurde 1975 erbaut. Der Name erinnert an das Pferd Sun Chariot, welches Anfang der 1940er Jahre die English Fillies Triple Crown gewann. Hier stehen im Frühjahr die trächtigen Stuten, im Herbst die einjährigen Pferde. Dieser Hof hat wie alle Höfe ein selbstständiges Büro, Sattelkammer und tierärztliche Untersuchungseinrichtungen.

### Kildare-Hof
Hier sind etwa 50 Stuten in zwei Stalltypen untergebracht; es sind die Barn-Yard-Stallungen und herkömmliche Stallungen.

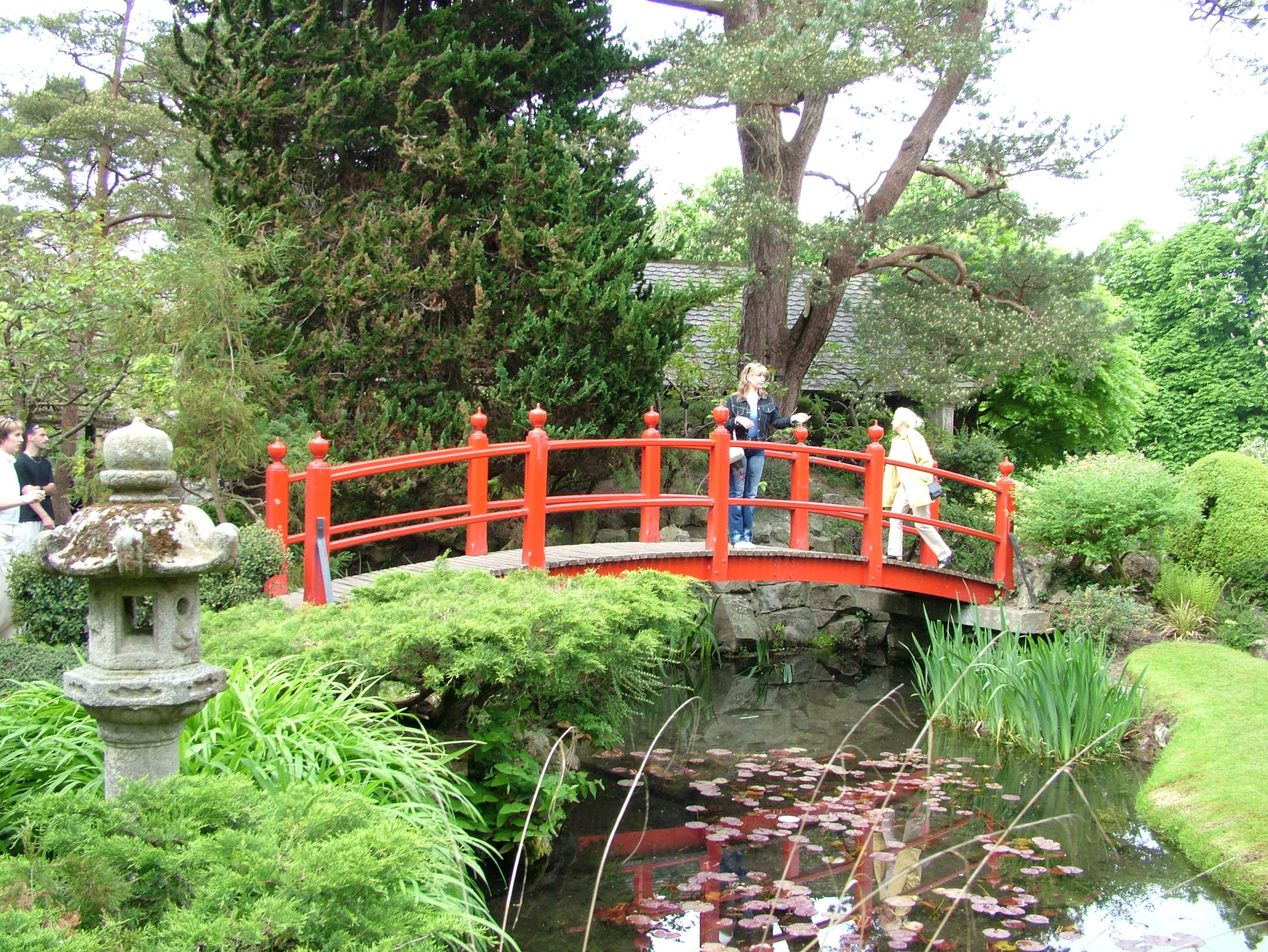
Die Brücke des Lebens im japanischen Garten im Irish National Stud in Kildare

### Japanischer Garten
Es gibt auf dem Gelände des Gestüts einen japanischen Garten. Diesen Garten besuchen 150.000 Besucher im Jahr. Erschaffen wurde der Garten Anfang des 20. Jahrhunderts. Der Garten hat 20 Stationen, die den Weg des Menschen durch das Leben symbolisieren.

### St. Fiachras Garten
Der Mönch St. Fiachra lebte im 6. Jahrhundert. Der Garten wurde im Geiste dieses Mönches angelegt und soll der natürlichen Ökologie des 6. Jahrhunderts entsprechen. Im Garten befinden sich nachgebaute Mönchszellen. In einer der Zellen befindet sich der Waterford-Kristall-Garten.

## Sonstiges
In der Nähe des Gestütes befindet sich die Pferderennbahn The Curragh.